# گنواد
گنواد (به سوئدی: Genevad) یک منطقه مسکونی است که در بخش لاهولم شهرستان هاللاند در کشور سوئد واقع شده است. جمعیت گنواد در پایان سال ۲۰۱۰ بالغ بر ۵۶۵ نفر بوده است.